# Pleioblastus kongosanensis
La Pleioblastus kongosanensis és una espècie de bambú, del gènere Pleioblastus de la família de les poàcies, ordre de les poals, subclasse Commelinidae, classe Liliopsida, divisió dels magnoliofitins. Alguns botànics, com amb altres pleioblastus, situen aquesta espècie en la família Arundinaria (Arundinaria kongosanensis).
Aquesta planta és nativa del Japó, per bé que se la cultiva en altres llocs. El seu nom procedeix del Mont Kongō, en la regíó d'Osaka.

## Variants cultivades
- Pleioblastus kongosanensis "Akibensis"

Descrita per (Makino et Nakai) S. Suzuki. De tipus corredor. Creix fins a assolir una alçada entre els 60 i els 120 cm. Suporta temperatures de -12 °C.
- Pleioblastus kongosanensis "Aureostriata"

Descrita per Makino. Fulles verdes amb -de vegades- ratlles daurades, amb l'anvers de la fulla cobert per pelets. Fa entre els 50 centímetres i el metre, encara que al Japó se'n coneixen exemplars de 2 metres. Suporta temperatures d'entre 12 i 18 graus Celsius sota zero. La darrera floració tingué lloc a finals dels 80. Sinònims: Pleioblastus kongosanensis "aureostriatus" Muroi et Yuk. Tanaka, Arundinaria auricoma gr. Kongosanensis cv. Aureostriata
- Pleioblastus kongosanensis "protrusus"
- Pleioblastus kongosanensis "xystrophyllus"

- El pleioblastus kongosanensis "Auricoma" és considerat un sinònim per Arundinaria viridistriata.